# Єнківці
Єнкі́вці — село в Україні, у Новооржицькій громаді Лубенського району Полтавської області. Населення становить 321 осіб. Колишній орган місцевого самоврядування — Бієвецька сільська рада.

## Географія
Село Єнківці знаходиться на правому березі річки Вільшанка, вище за течією на відстані 2 км розташоване село Губське, нижче за течією на відстані 2 км розташоване село Біївці.

## Історія
В період Гетьманщини село входило до Лубенської першої сотні Лубенського полку.
- 12 червня 2020 року, відповідно до розпорядження Кабінету Міністрів України № 721-р «Про визначення адміністративних центрів та затвердження територій територіальних громад Полтавської області», село увійшло до складу Новооржицької селищної громади[1].
- 19 липня 2020 року, в результаті адміністративно - територіальної реформи та ліквідації  Оржицького району, село увійшло до складу новоутвореного Лубенського району[2].

## Населення
Згідно з переписом УРСР 1989 року чисельність наявного населення села становила 428 осіб, з яких 179 чоловіків та 249 жінок.
За переписом населення України 2001 року в селі мешкала 321 особа.

### Мова
Розподіл населення за рідною мовою за даними перепису 2001 року:
| Мова       | Відсоток |
| ---------- | -------- |
| українська | 98,13 %  |
| російська  | 1,56 %   |
| білоруська | 0,31 %   |

## Економіка
- ТОВ «Удай».

## Об'єкти соціальної сфери
- Клуб.

## Пам'ятки
Село відоме Криницею Коцюбинського.
Про криницю згадували в 1847 році в "Записках «Південно-Західного відділу Географічного товариства» є коротенька публікація із заголовком «Щось стихійне, чудесний хаос звуків …». Писали про криницю і «Полтавские губернские ведомости» і «Киевский телеграф».
В 1883 р. журнал «Киевская старина» під заголовком «Незвичайний ярмарок» вмістив велику статтю О. Левицького, який зазначив, що він вирішив написати про «…таке явище народного життя, яке являє не один етнографічний, але разом і історичний, і, якщо хочете, частково навіть археологічний інтерес».
«Якщо ви заговорите з лубенським обивателем про місцеві визначні пам'ятки, то він насамперед запитає вас: а ви були в „Криниці“? І одержавши негативну відповідь, настійно почне радити Вам відправитись туди на „десяту п'ятницю“ і побувати на тамтешньому ярмарку» (О. Левицький). Мова йшла про традиційний ярмарок біля цілющої «чудотворної криниці». Джерела виникнення криниці і ярмарку біли неї — у сивій давнині. Але в 18-19 ст. та й на початку 20 ст. ярмарки тут досить відомі. До всього це ще і співучий ярмарок, на який збиралися хори з усієї округи.
Докладно описав «криничний» ярмарок В. Милорадович в 1900 році в «Лесной Лубенщине». В 1908 році на ньому побував М. Коцюбинський, який проживав тоді в с. Кононівна Пирятинського повіту (тепер Черкаська область).

## Відомі люди
- Коновалов В'ячеслав Сергійович (* 1937) — доктор біологічних наук, професор.